# Großer Zschirnstein
Der Große Zschirnstein in der Sächsischen Schweiz ist der höchste Berg im deutschen Teil des Elbsandsteingebirges. Er ist 560,3 m ü. NHN hoch; anderen Angaben zufolge sind es 561,74 m. Als südsüdöstlicher Teil der Zschirnsteine liegt er nahe Kleingießhübel und in der Flur von Reinhardtsdorf im sächsischen Landkreis Sächsische Schweiz-Osterzgebirge.
Der Bergname scheint sich vom slawischen Wortstamm für schwarz abzuleiten.

## Geographie

### Lage
Der Große Zschirnstein erhebt sich im Südwesten vom deutschen Teil des Elbsandsteingebirges. Sein Gipfel liegt 2,5 km südsüdöstlich von Kleingießhübel, 4,4 km südsüdwestlich von Reinhardtsdorf und 4 km südwestlich von Schöna; alle drei sind Gemeindeteile von Reinhardtsdorf-Schöna in Sachsen. Jenseits der 700 m südsüdöstlich des Gipfels verlaufenden tschechischen Grenze liegt 3,1 km entfernt Dolní Žleb, ein an der Elbe (Labe) liegender Ortsteil von Děčín in der Region Ústecký.
Südöstlich des Berges entspringt der ostnordostwärts auf der deutsch-tschechischen Staatsgrenze verlaufende Elbe-Zufluss Gelobtbach (Klopotský potok) und nordöstlich der nordostwärts zur Elbe fließende Mühlgrundbach. Südwestlich liegt die Quelle des Gliedenbächels, dessen Wasser durch den aus Tschechien kommenden und überwiegend nordwärts fließenden Krippenbach (Napajedla) auch die Elbe erreicht. Auf dem Westhang des Übergangsbereichs beider Zschirnsteine entspringt der Hertelsgrundbach, und auf dem Osthang liegt die oberste Quelle des Prölitzschbachs; beide sind Krippenbach-Zuflüsse.

### Naturräumliche Zuordnung
Der Große Zschirnstein gehört in der naturräumlichen Haupteinheitengruppe Sächsisch-Böhmisches Kreidesandsteingebiet (Nr. 43) zur nicht weiter untergliederten Haupteinheit Sächsische Schweiz (430).

## Geologie
Der Tafelberg des Großen Zschirnstein besteht aus Sandstein. Am Gipfelplateau befindet sich ein tertiärer Basaltdurchbruch, der in einem kleinen Steinbruch zur Schottergewinnung abgebaut wurde. Die auf dem höchsten Niveau des Tafelberges, infolge einer besonderen Form der Sandsteinverwitterung, entstandenen und zum Teil kreisrunden Felsvertiefungen heißen von alters her Rabenbad.
Die Große Höhle im Großen Zschirnstein (Sächs. Höhlenkataster GK-32) zählt als Schichtfugenhöhle zu den flächenmäßig größten Höhlen im Sandsteinkarst.

## Schutzgebiete

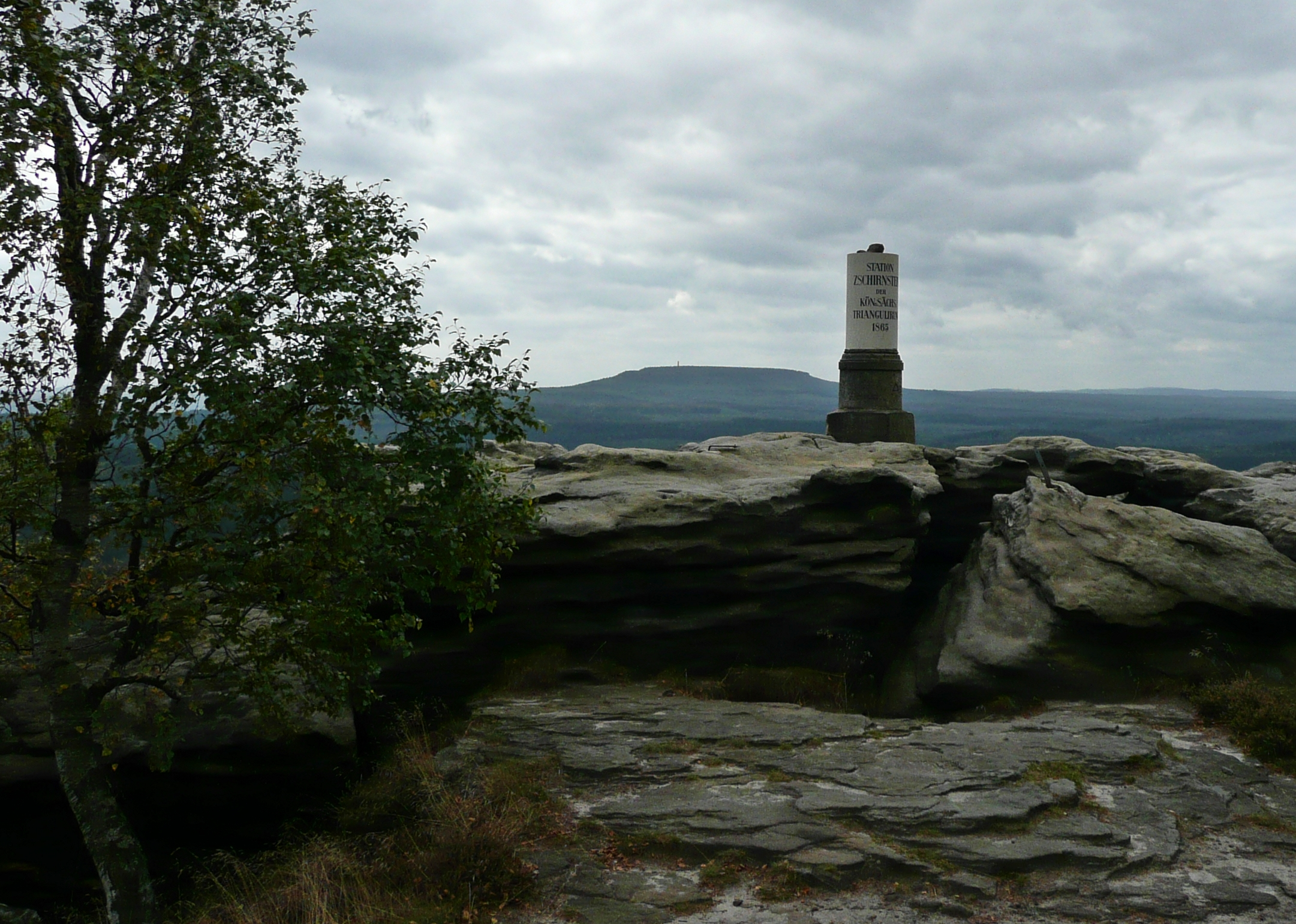
Triangulationssäule auf dem Großen Zschirnstein; im Hintergrund der Děčínský Sněžník (Hoher Schneeberg; Tschechien)

Auf dem Großen Zschirnstein liegen Teile des Landschaftsschutzgebiets Sächsische Schweiz (CDDA-Nr. 11800; 1990 ausgewiesen; 287,44 km² groß), des Fauna-Flora-Habitat-Gebiets Tafelberge und Felsreviere der linkselbischen Sächsischen Schweiz (FFH-Nr. 5050-303; 4,71 km²) und des Vogelschutzgebiets Linkselbische Fels- und Waldgebiete (VSG-Nr. 5050-452; 24,7161 km²).

## Nagelsche Säule
An der Südspitze, neben dem Aussichtspunkt, befand sich seit 1865 eine Nagelsche Säule. Sie erinnerte an August Nagel, den Leiter der Vermessung in Sachsen im 19. Jahrhundert. Die Vermessung erfolgte im Triangulationsverfahren. Die Säule ging um 1900 verloren. Im Mai 2011 erfolgte die Neuaufstellung einer Kopie. Weitere Triangulationspunkte der Umgebung befanden sich unter anderem auf dem Raumberg, dem Lilienstein, dem Cottaer Spitzberg und dem Děčínský Sněžník (Hoher Schneeberg).

## Flugzeugabsturz
Am Abend des 14. Februars 2010 stürzte ein Flugzeug vom Typ Cessna Citation 550 an der Südostflanke des Großen Zschirnsteins in den Steilhangbereich. Das Flugzeug gehörte der tschechischen Fluggesellschaft Time Air, war von Prag nach Karlstad (Schweden) unterwegs und mit zwei Piloten besetzt, die den Absturz nicht überlebten. Nach Auswertung des Flugschreibers wurde als Absturzursache ein Kunstflugmanöver (Gesteuerte Rolle) festgestellt, für das das Flugzeug nicht zugelassen war (siehe auch Time-Air-Flug 039C).

## Wandern und Klettern
Am Südende des Großen Zschirnsteins befinden sich zwei Klettergipfel: Großer und Kleiner Zschirnsteinturm. Außerdem gibt es dort die Kletterroute Südwand (IV), die direkt am Gipfel endet. Diese Route weist eine der drei Kletterregel-Ausnahmen in der Klettergebiet Sächsische Schweiz auf, wonach Klettern an Massiven im Allgemeinen verboten ist.

## Aussichtsmöglichkeiten
Vom Großen Zschirnstein kann man von Nordosten über Süden nach Nordwesten unter anderem folgende Berge, Felsen und Ortschaften sehen: Falkenstein, Schrammsteine, Tanečnice (Tanzplan), Großer Winterberg, Zirkelstein, Kottmar, Prebischtor, Mezní Louka (Rainwiese), Vlčí hora (Wolfsberg), Jedlová (Tannenberg), Pěnkavčí vrch (Finkenkoppe), Studenec (Kaltenberg), Zlatý vrch (Goldberg), Růžovský vrch (Rosenberg), Ještěd (Jeschken), Klíč (Kleis), Bezděz (Bösig), Buková hora (Zinkenstein) (mit markantem Fernsehturm), Lovoš (Lobosch), Kletečna (Kletschen), Milešovka (Milleschauer), Děčínský Sněžník (Hoher Schneeberg), Dresden.

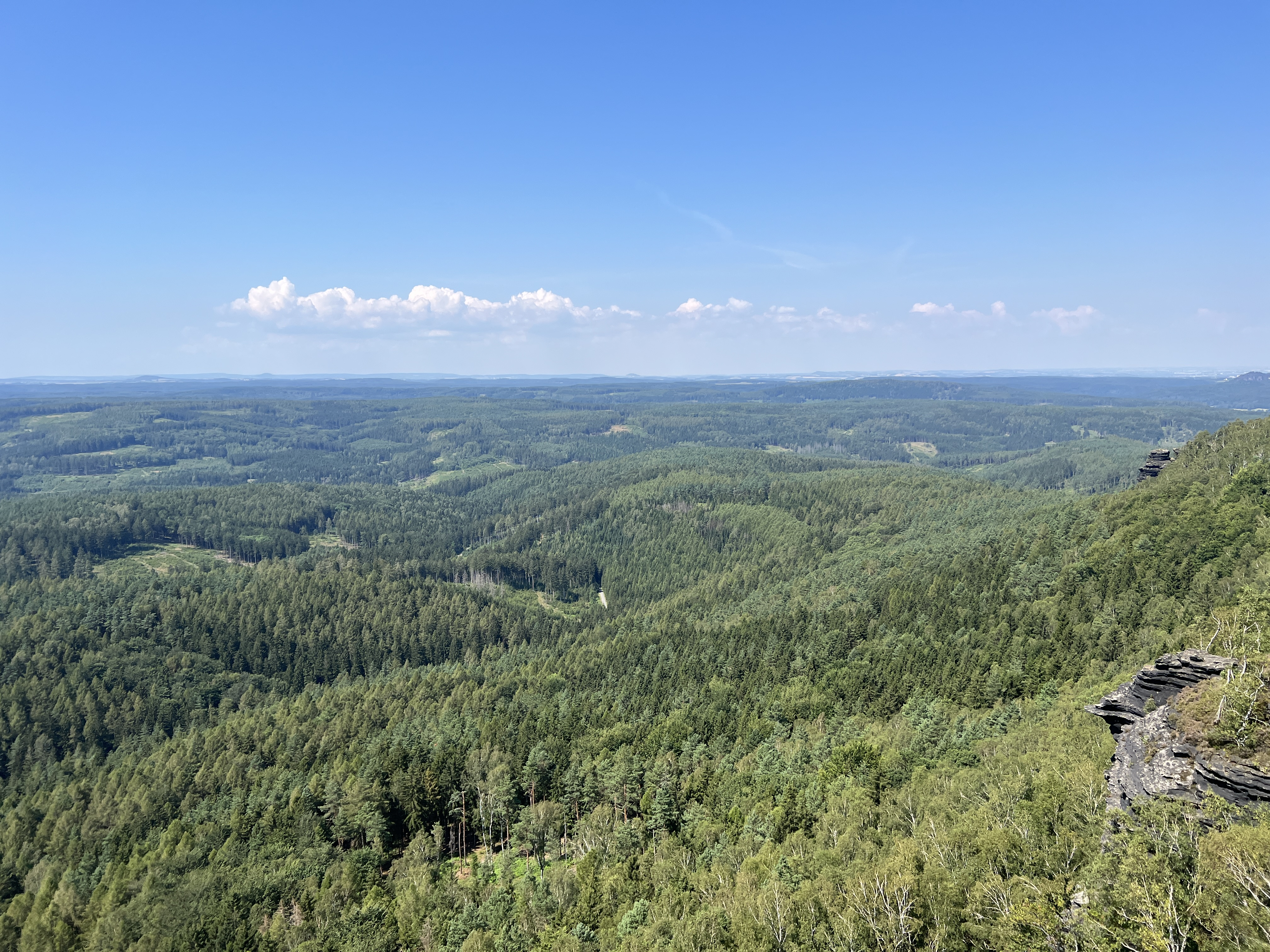
Aussicht nach Nordwesten
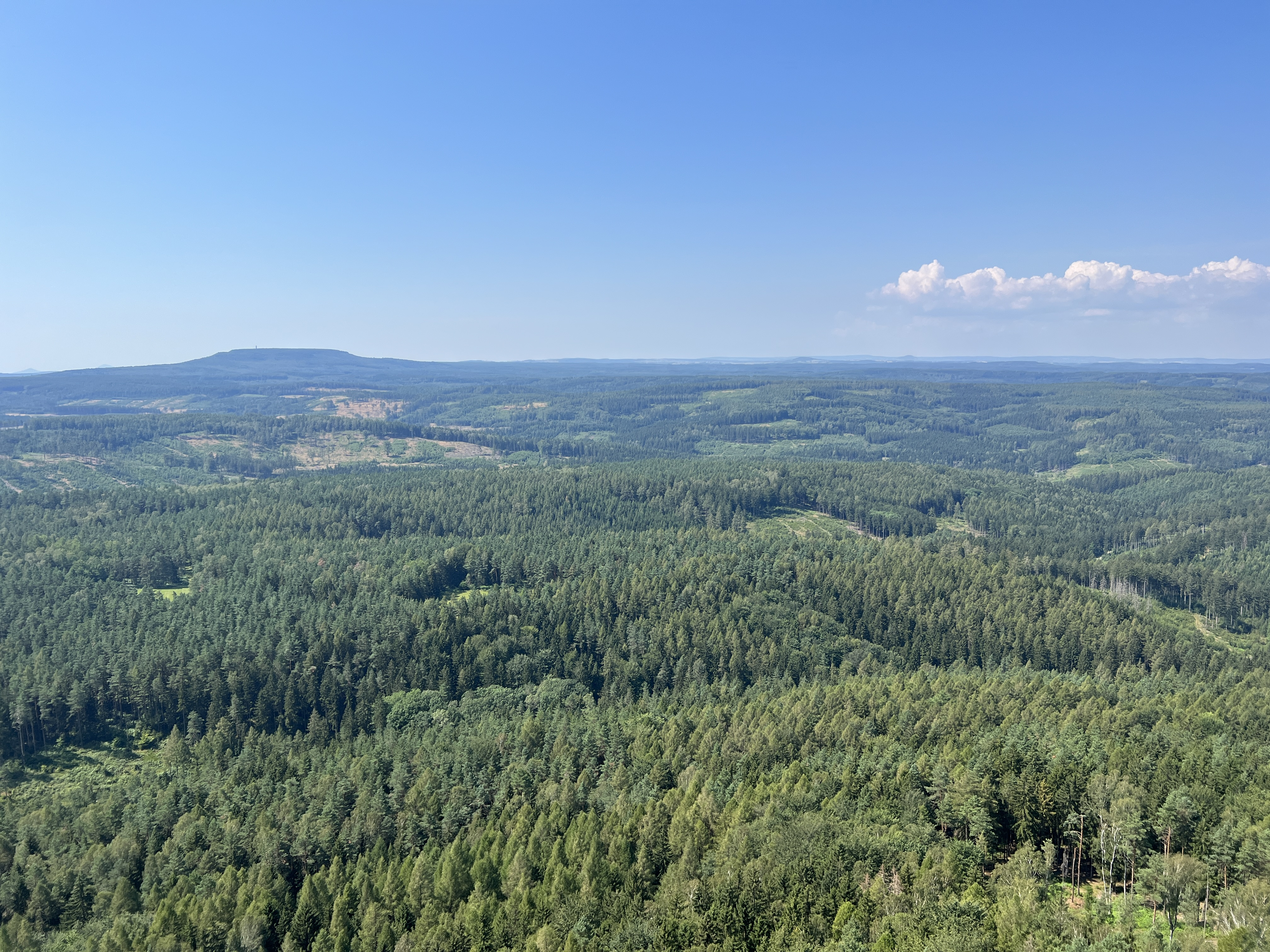
Aussicht nach Süden zum Hohen Schneeberg
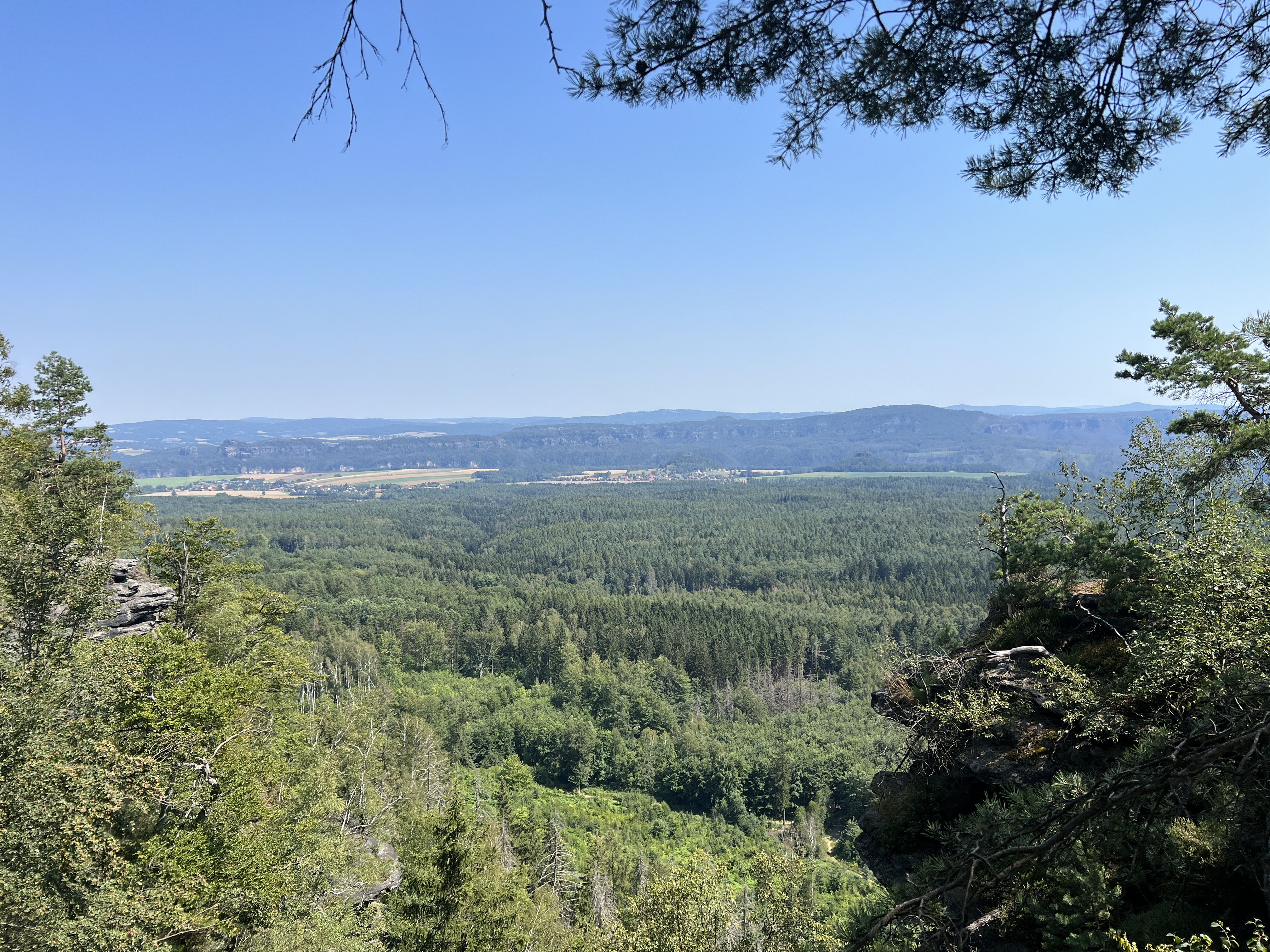
Aussicht nach Nordosten zum Großen Winterberg und Schrammsteinmassiv